# Жданковский (Тульская область)
Жданковский — упразднённый рабочий посёлок в Богородицком районе Тульской области России. С 2005 года микрорайон города Богородицка.

## География
Расположен на крайнем юго-востоке Богородицка.

## История
В связи с добычей бурого угля здесь в 1930-е годы стали появляться населённые пункты при шахтах, в том числе посёлок Финский, названный так, поскольку жильё в нём строилось по распространённым в то время т. н. финским сборочным домикам временного типа из заранее заготовленных деревянных щитов. К 1937 году посёлок включал уже более десятка домов.
В период Великой Отечественной войны, 15 ноября 1941 года посёлок вместе со всем тогдашним Товарковским районом был захвачен нацистской Германией. В период оккупации вблизи посёлка Финский 17 ноября немцы повесили «на глазах» у жителей группу людей как партизан, а для устрашения населения тела висели четыре недели до прихода Красной Армии. Затем 15 декабря 1941 года 10-я армия РККА освободила Богородицк, а в посёлке Финский был размещён её штаб.
После окончания Великой Отечественной войны посёлок Финский стал быстро заселяться, и было необходимо строительство новых домов, а также различных учреждений. В 1949 году построено общежитие, к 1950 году — школа, сельский клуб.
В 1952 году посёлок Финский Вязовского сельского совета был наделён статусом рабочего посёлка (пгт) и переименован в Жданковский. Переведён в подчинение Богородицкому городскому совету. Наименование пгт дано по названию близлежащей деревни Жданка, возникшей в конце XVIII века. Осваивались и модернизировались новые шахты, в том числе Жданковская шахта № 68, бригадир которой П. И. Бородин получил в 1952 году звание почётного шахтёра. В 1952—1957 гг. в пгт открылись две библиотеки, новая школа, дом культуры, несколько магазинов, больница.
В 1960—1970-е годы после выработки шахт начался постепенный спад производства добычи и сокращения населения пгт.
В 2005 году Жданковский был упразднён и включён в городскую черту города Богородицка, став его микрорайоном к 2008 году, когда истекли полномочия поселкового совета и была расформирована администрация.

## Население
| 1952 | 1957    | 1959  | 1970  | 1979  | 1989  | 2002  |
| ---- | ------- | ----- | ----- | ----- | ----- | ----- |
| 5113 | ↗14 000 | ↘8497 | ↘7088 | ↘5870 | ↘5219 | ↘3134 |